# Зеленці (залізнична станція, Чудовський район)
Зеленці (рос. Зеленцы) — залізнична станція в Чудовському районі Новгородської області Російської Федерації.
Населення становить 2 особи. Входить до складу муніципального утворення Успенське сільське поселення.

## Історія
Від 2004 року входить до складу муніципального утворення Успенське сільське поселення.

## Населення
| 2010 |
| ---- |
| 2    |